# VfR 1897 Breslau
VfR 1897 Breslau was een Duitse voetbalclub uit Breslau, dat tegenwoordig het Poolse Wrocław is.

## Geschiedenis

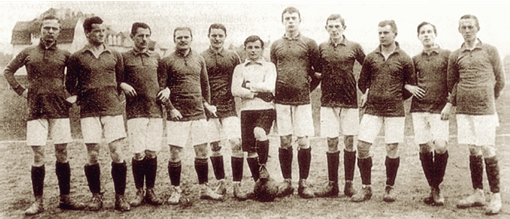
Elftal dat in 1910 Zuidoost-Duits kampioen werd.

De club werd opgericht op 1 april 1897 als SV Blitz Breslau en was in 1900 een van de stichtende clubs van de Duitse voetbalbond. In 1901 splitste een deel van de club zich af en richtte SC Schlesien Breslau op.
De club richtte samen met nog drie andere clubs in 1903 de Breslause voetbalbond op. In 1903 werd een eerste kampioenschap georganiseerd met drie clubs in de eerste klasse, dat door FC Breslau 1898 gewonnen werd. Het volgende seizoen werd de club laatste. In 1905 verliet FC Breslau de competitie en trad Germania 1904 toe en promoveerde Preußen uit de tweede klasse. Blitz werd tweede achter rivaal Schlesien. In 1907 werd de naam veranderd in VfR 1897 Breslau.
In 1907/08 werd de club voor het eerst kampioen en plaatste zich zo voor de eindronde van het kampioenschap van Zuidoost-Duitsland. De club moest spelen tegen Alemannia Cottbus, maar deze club gaf forfait. De club stootte zonder te spelen door naar de finale, die ze wonnen van Preußen Kattowitz. Hierdoor plaatste de club zich voor de nationale eindronde waarin ze met 1-3 verloren van Wacker Leipzig.
Het volgende seizoen verloor de club in de eindronde van Alemannia Cottbus. Na een derde opeenvolgende titel van Breslau in Zuidoost-Duits voetbalkampioenschap 1909/10 won de club tegen Deutscher SV Posen en Germania Kattowitz een tweede Zuidoost-Duitse titel. In de nationale eindronde verloor de club van FC Tasmania Rixdorf. Na twee mindere seizoenen eindigde de club in 1913 samen met Preußen Breslau eerste en verloor dan de finale om de titel. In het laatste jaar voor het uitbreken van de Eerste Wereldoorlog werd de club nog vicekampioen. Na de oorlog eindigde de club meestal in de middenmoot en degradeerde zelfs in 1923. Na twee jaar werd de club kampioen. Echter promoveerde de kampioen niet rechtstreeks, er moest nog een barrage gespeeld worden tegen de laatste van de eerste klasse, Breslauer SpVgg Komet 05. VfR won en promoveerde. Bij de terugkeer werd de club laatste en verloor in de barrage om het behoud van SC Alemannia Breslau. Het volgende seizoen werd de club tweede, maar promoveerde omdat de eerste klasse met vier clubs werd uitgebreid. In 1930 volgde opnieuw een degradatie. Een jaar later degradeerde de club zelfs uit de tweede klasse.
Door de invoering van de Gauliga Schlesien werd de competitie zwaarder, de club fuseerde met het eveneens aan lager wal geraakte Schlesien Breslau en werd zo VfR Schlesien 1897 Breslau. De club behaalde geen noemenswaardige resultaten meer.
Na het einde van de Tweede Wereldoorlog werd Breslau een Poolse stad, alle Duitse inwoners werden verjaagd en de voetbalclub werd opgeheven.

## Erelijst
Kampioen van Breslau
1908, 1909, 1910
Kampioen van Zuidoost-Duitsland
1908